# كليمنت كون
كليمنت كون (بالألمانية: Theodor Kohn)‏ (و. 1845 – 1915 م) هو تربوي، وكاهن كاثوليكي نمساوي، توفي عن عمر يناهز 70 عاماً.

## مناصب
تولى منصب أسقف كاثوليكي (منذ 5 فبراير 1893)
- مطران كاثوليكي  [لغات أخرى]‏ (منذ 5 فبراير 1893)[3]
- رئيس أساقفة فخري  [لغات أخرى]‏

.